# Palazzolo Acreide
Palazzolo Acreide là một đô thị (comune) ở tỉnh Siracusa, vùng Sicilia của Ý. Đô thị Palazzolo Acreide có diện tích 86,34 km2, dân số thời điểm 31 tháng 5 năm 2009 là 9086 người.
Các đơn vị dân cư:
Palazzolo Acreide giáp với các đô thị:
Thị xã có cự ly 43 km so với Siracusa ở dãy núi Hyblea.